# パラサウロロフス
パラサウロロフス（学名：Parasaurolophus）は、中生代後期白亜紀 (約7,650万 ~ 7,300万年前)の北アメリカ大陸に生息した大型の鳥脚類。属名は「サウロロフスに近い」の意。ただし、サウロロフスとは特に近縁という訳ではない。

## 特徴
体長約9.5-10メートル、肩高5メートル。体重は約4トンに達したと推定される。化石はカナダのアルバータ州で発見され、1922年にカナダの古生物学者、ウィリアム・アーサー・パークスによって記載された。頭頂から後方へ伸びる鶏冠が特徴的。この鶏冠の内部にはコリトサウルスやランベオサウルスなどと同様鼻腔から頭骨後方へと伸びる骨の管があり、そこから管の先端で折り返して頭骨内部へと導かれる。パラサウロロフスの場合、この骨の管は全長が1.8メートルで大人1人分に相当するが、内部構造はもっと複雑なので、実際に空気が通る道は3メートル以上に達する。この構造の目的としては、発見当初からさまざまな説が流れた。水中で呼吸するための空気溜めもしくはシュノーケルであった。もちろん、タンクにしては容量が小さすぎるし、シュノーケルにしろ構造の先に穴など開いていなかったので、これらの説は恐竜が水中で暮らしていたとされていた時代の先入観が生んだものである。現在では、鼻腔内部で声を反響させることでより大きな声を出せたなどの説が主流になっている。最近の研究では、この鶏冠から遠吠えのような音を出して仲間とコミュニケーションを取ってたり、敵を威嚇する際に大きな音を立てていたことがわかっている。この鶏冠は雌より雄の方が大きく、おそらくはディスプレイなどにも使われたとされる。

ヒトとの大きさ比較
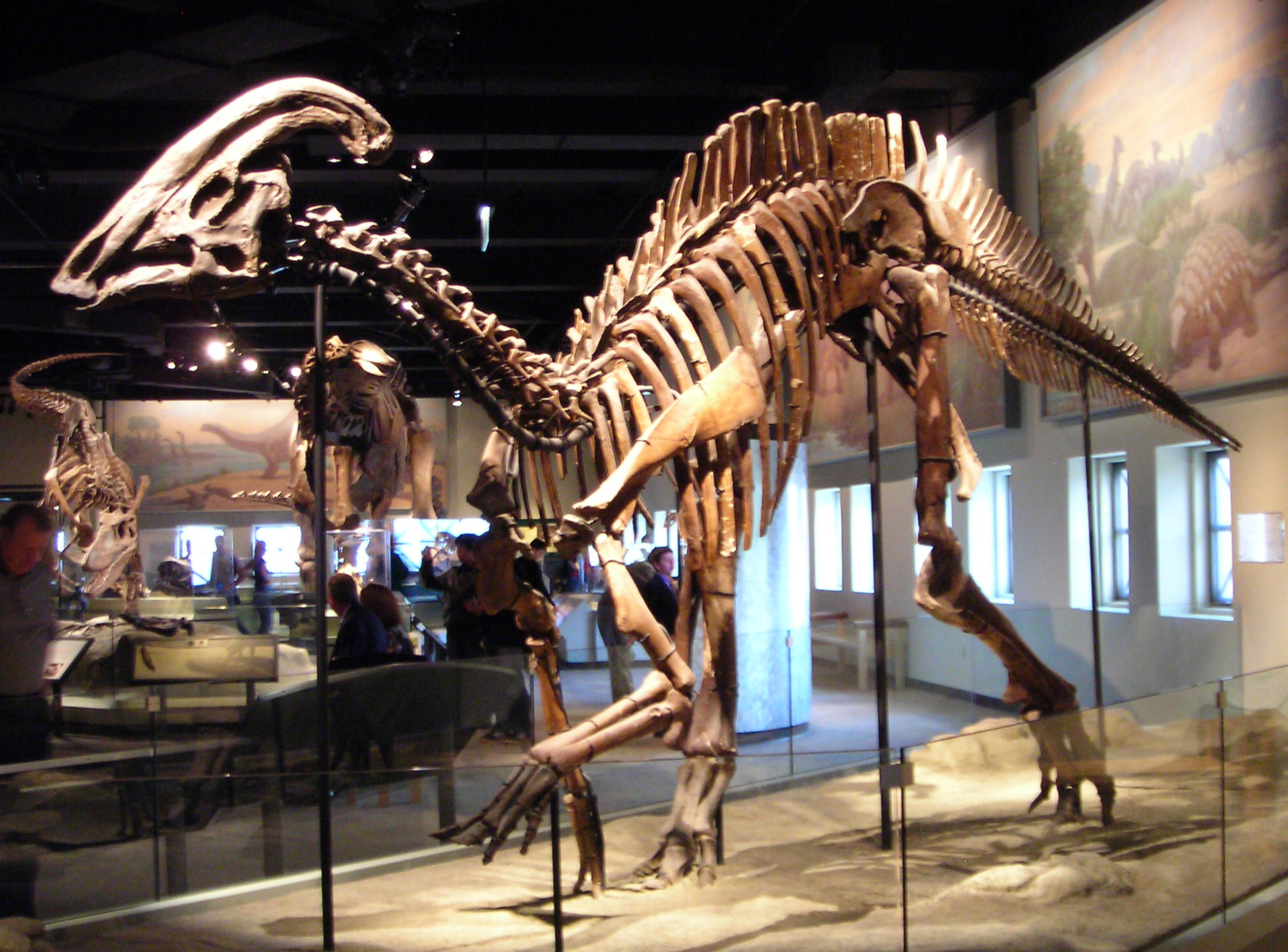
P. cyrtocristatusの全身骨格（フィールド自然史博物館の展示品）
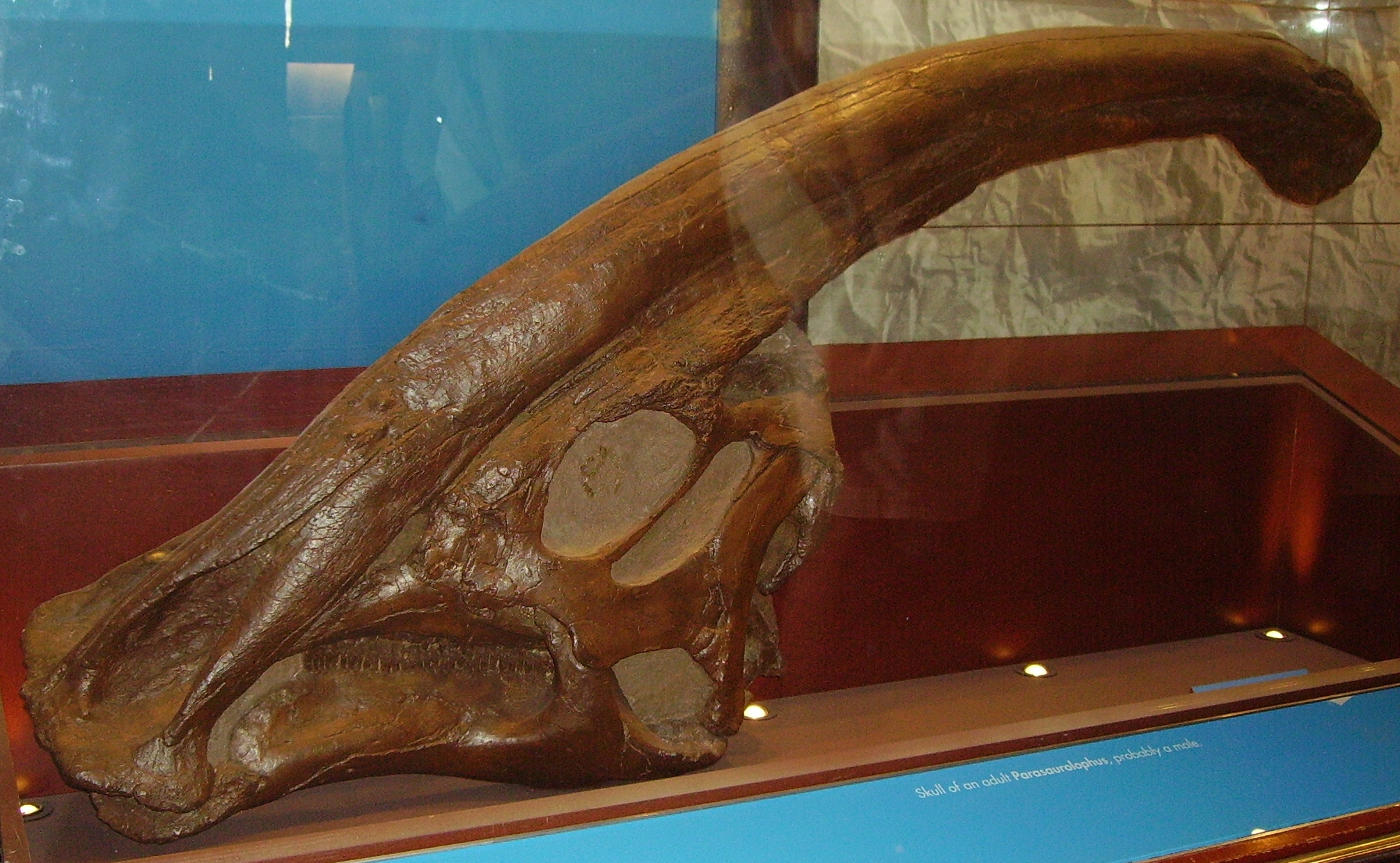
P. walkeriの頭骨の化石（ロンドン自然史博物館の展示品）
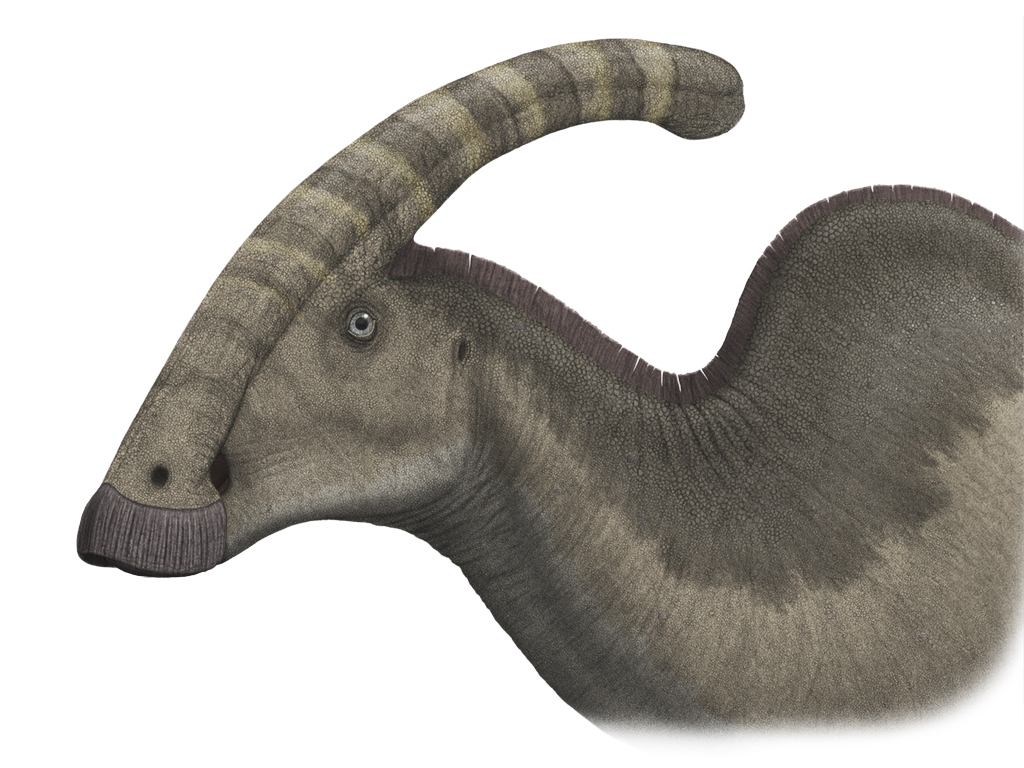
想像図

## 登場作品
フィクション作品において、本種は『パラサ&ディンキーダイノス』のパラサ、『爆竜戦隊アバレンジャー』の爆竜パラサロッキル、『獣電戦隊キョウリュウジャー』の獣電竜パラサガンなど、キャラクターのモチーフになることが多い。『古代王者恐竜キング Dキッズ・アドベンチャー』でもヒロイン・竜野マルムのパートナーにパラサウロロフスが採用されている。漫画『地獄先生ぬ〜べ〜』にも現代に不老長寿の呼吸法で生きながらえた個体が登場する。